# IT-1
Ne doit pas être confondu avec T-62.
Pour les articles homonymes, voir IT1.
L'IT-1 (en russe : Истребитель танков–1, Istrebitel’ tankov–1, chasseur de chars-1) est un chasseur de chars soviétique conçu sur le châssis du char T-62. Il connut une carrière très brève au sein de l'Armée de terre soviétique. 

## Description

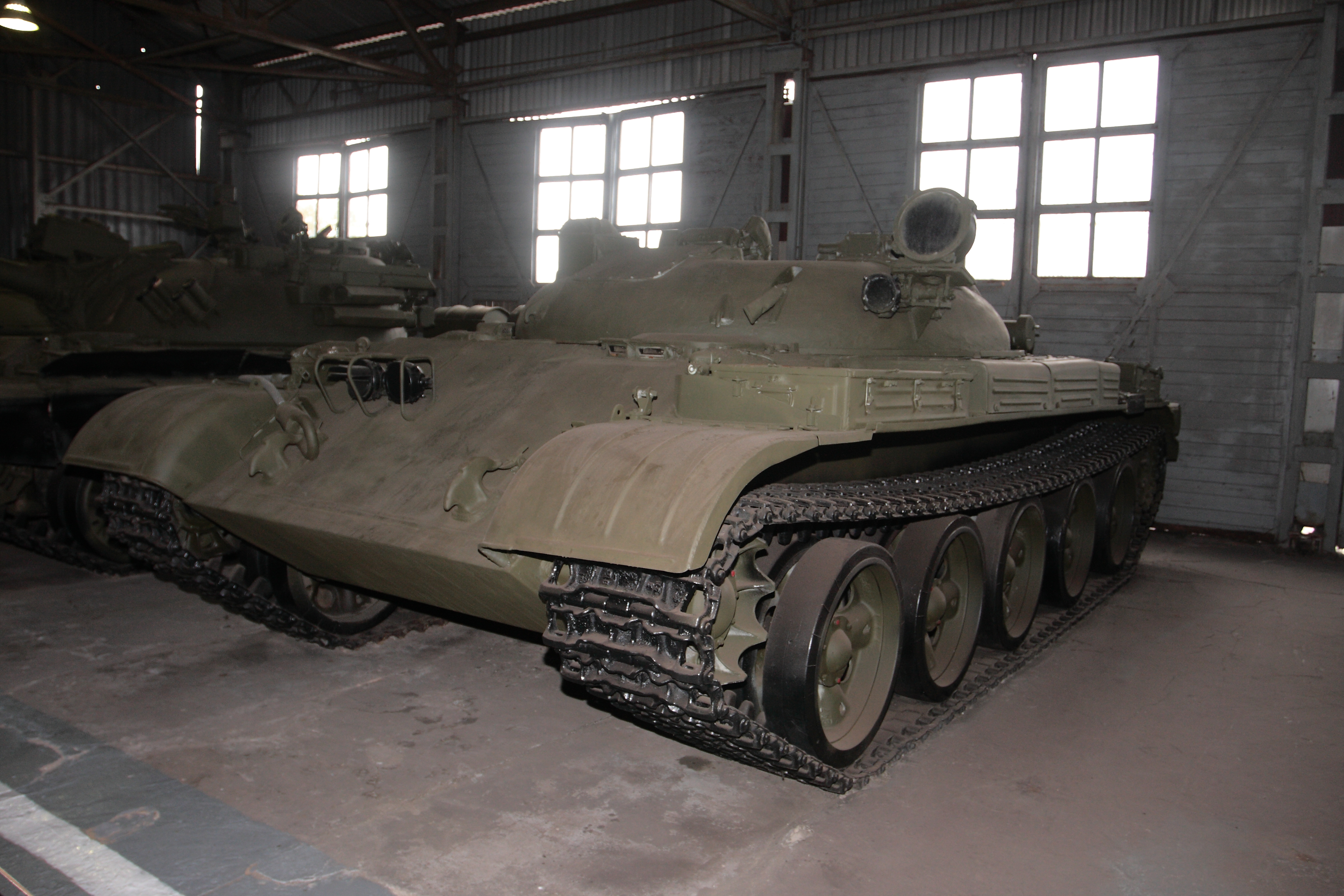
Un chasseur de char IT-1 au musée des blindés de Koubinka en septembre 2008.

### Armement
Le système d'arme 2K4 « Drakon » comprend le missile antichar 3M7 ainsi que les équipements de conduite de tir comprenant entre autres son système de guidage par télécommande automatique (TCA) par radio. 
Le système de chargement automatique est positionné au milieu de la tourelle, entre le chef de char et l'opérateur tourelle, il comprend douze missiles dans des conteneurs individuels qui sont disposés horizontalement par rangée de trois. Trois missiles supplémentaires sont entreposés dans leurs conteneurs respectifs contre la cloison pare-feu séparant le compartiment de combat du compartiment moteur.
| Guidage               | télécommande automatique par radio                |
| Mode de codage        | 2                                                 |
| Capacité              | 7 voies                                           |
| Longueur munition     | 1250 mm                                           |
| Encombrement munition | 235x235mm                                         |
| Masse munition        | 54 kg                                             |
| Longueur missile      | 1240 mm                                           |
| Calibre missile       | 180 mm                                            |
| Masse missile         | 50 kg                                             |
| Envergure             | 860 mm                                            |
| Vitesse initiale      | 217 m/s                                           |
| Portée minimale       | 300 m                                             |
| Portée maximale       | 3300 m                                            |
| Charge militaire      | charge creuse de 5,8 kg                           |
| Masse explosif        | 2,5 kg d'A-IX-1                                   |
| Perforation           | 500 mm d'acier à blindage ou 250 mm incliné à 60° |

## Service
Les premiers IT-1 ont été livrés en 1968 a des bataillons de chars stationnés dans les régions militaires biélorusses et des Carpates. Ces bataillons étaient déployés avec les divisions d'infanterie mécanisée afin de leur fournir un appui-feu à longue distance lors des opérations d'infanterie mécanisée.
Les IT-1 stationnés dans les Carpates étaient employés dans des corps d'armée bien distincts tandis que d'autres intégraient des bataillons d'artillerie, ces déploiements n'ont jamais remporté un franc succès, malgré les scores obtenus par les bataillons d'IT-1 les lors des kriegsspiels qui se sont déroulés à Dvina en 1970. Les équipages d'IT-1 voyaient leur chasseur de char comme un véhicule bien trop complexe par rapport aux véhicules de combat anti-chars basés sur les BRDM-1 et BRDM-2.
Entre 1972 et 1973, les IT-1 encore en service furent tous convertis en chars de dépannages.

## Culture populaire
- Dans War Thunder, l'IT-1 est un chasseur de chars soviétique de rang VI. Il a été introduit dans la mise à jour 1.59 « Flaming Arrows » et a été l’un des premiers véhicules équipés d’ATGM à être dans le jeu.